# Kaspar Winkler
Ne doit pas être confondu avec Gaspard Winckler.
 (février 2025).
Si vous disposez d'ouvrages ou d'articles de référence ou si vous connaissez des sites web de qualité traitant du thème abordé ici, merci de compléter l'article en donnant les références utiles à sa vérifiabilité et en les liant à la section « Notes et références ».
En pratique : Quelles sources sont attendues ? Comment ajouter mes sources ?
Kaspar Winkler, né le 7 mars 1872 à Thüringen, Vorarlberg, Autriche et mort en 1951 à Lugano, Tessin, Suisse, était un inventeur, technicien, entrepreneur austro-suisse et fondateur de Sika AG.

## Vie et famille
Kaspar Winkler était le fils de Kaspar Winkler (cordonnier) et d'Anna (née Prinz, ouvrière d'usine de Missen dans l'Allgäu, moete en 1888). Il avait sept frères et sœurs (dont trois frères : Alois (* 1875), Josef Anton (* 1864) et Eduard (* 1870)) et a grandi dans la pauvreté,.
Kaspar Winkler était marié en premières noces avec Klara († février 1921) En secondes noces, il était marié avec Alice (née Sticher) Du premier mariage est née Klara, la fille unique de Winkler. Celle-ci a épousé en 1928 Fritz A. Schenker, un ingénieur chimiste EPF. De ce mariage est née Franziska, qui a épousé Romuald Burkard en 1953. Burkard était un économiste national et aurait été un « entrepreneur pur sang empreint d'idéaux chrétiens ». Il a dirigé avec succès la société Sika jusqu'en 1971 et est resté administrateur de l'entreprise jusqu'à sa mort en 2004.
Vers 1919/1920, Kaspar Winkler est devenu citoyen suisse et a été naturalisé à Zurich. Il était « un homme énergique, intelligent et complet, même en dialecte », selon l'acte de naturalisation. Kaspar Winkler est décédé en 1951 et est enterré à Lugano.

## Formation et travail
Comme beaucoup de ses contemporains issus de milieux pauvres, Kaspar Winkler, enfant de Souabe, a dû garder du bétail loin de chez lui dès l'âge de neuf ans (jusqu'en 1886). Il y perdit un œil et eut depuis un œil de verre. Il fit ensuite un apprentissage de plâtrier/maçon à Bregenz. En mars 1889, il quitte le Vorarlberg pour s'installer à Zurich. Zurich connaissait alors une forte phase de croissance et les artisans étaient recherchés. Kaspar Winkler devint notamment contremaître, il suivit des cours de dessin et de matériaux et trouva également un emploi temporaire dans un bureau d'architecture. De 1895 à 1898, il travailla au Tessin, près de la route du Gothard, comme directeur d'une carrière de granit.
Il retourne ensuite à Zurich et exploite brièvement, avec un succès mitigé, sa propre entreprise de granit (voir ci-dessous). Il vend cette entreprise et commence à travailler pour les Usines suisses de granit en tant que directeur d'exploitation de la succursale de Zurich. En 1910, il met fin à cette activité et devient définitivement indépendant.

## Activité indépendante
Par contrat, Kaspar Winkler s'est associé en novembre 1902 jusqu'en 1905 avec l'industriel et conseiller national Samuel Wanner (1853-1911) dans la société en commandite (KG) « Kaspar Winkler & Cie » Peu de temps auparavant, il avait fondé l'entreprise « Kaspar Winkler Granitgeschäft » qu'il a apportée à la KG.
En 1910, Kaspar Winkler créa sa deuxième entreprise, une entreprise individuelle, qui devint plus tard la société Sika. Il avait alors inventé Sika-1. En 1911, la société « Kaspar Winkler & Co. » a été inscrite au registre du commerce. L'objectif de l'entreprise était indiqué comme suit : « Fabrication et distribution d'articles de construction chimico-techniques ».
Cette entreprise a d'abord connu un démarrage lent et des pertes considérables, notamment en raison de la Première Guerre mondiale (1914-1918) et du renchérissement des matières premières qui en a résulté. Ce n'est qu'avec la commande par les CFF de l'étanchéité de la ligne ferroviaire du Gothard (67 tunnels ont été étanchéifiés avec Sika) que l'entreprise a connu un tournant. Environ 350 tonnes de Sika-1, Sika-3 et Sika-4 ont été commandées Plus tard, le tunnel ferroviaire de l'Arlberg a également été étanchéifié avec du Sika.
En 1932, Kaspar Winkler se retire des affaires opérationnelles et s'installe à Crocifisso, près de Lugano. La direction de l'entreprise est transmise à son gendre Fritz A. Schenker († 8 mai 1971). En 1949, il a ensuite définitivement cédé l'entreprise à Fritz A. Schenker.

## Inventions et brevets
Les premières inventions de Kaspar Winkler furent des produits pour la protection et le nettoyage du granit (Conservade, Purigo).
Les principaux brevets de Winkler concernaient des produits chimiques pour la construction (par exemple Sika-1), qui ont ensuite connu un succès mondial. Auparavant, il s'était déjà penché sur d'autres problèmes et avait déposé des brevets à ce sujet. Par exemple, en 1907, un « procédé de fabrication d'un élément de construction en remplacement du bois et des chênes ». Un peu plus tard, il a déposé un brevet auprès de l'Office impérial des brevets à Berlin concernant un « Procédé de fabrication de revêtements isolants sur des matériaux résistants à la chaleur ».

## Informations accessoires
À Zurich, le Kaspar Winkler Weg a été nommé en son honneur. Il commence à la Tüffenwies 36 et se termine au Fischerweg devant le n° 251.
Dans la ville natale de Winkler, Thuringe, la Winklergasse, longue d'environ 70 mètres, a été nommée en son honneur le 11 juin 2021 et une plaque commémorative a été dévoilée sur sa maison natale.
Le siège de la société Sika Österreich GmbH, Dorfstraße 23 à 6700 Bludenz - Bings, est situé à environ 9 kilomètres du lieu de naissance de Winkler, Thüringen. La société autrichienne de Winkler a été fondée en 1934.

## Autres sources
- 50 Jahre für Abdichtungen und Betontechnik : [1910-1960] / 50 ans au service de l'étanchéité et de la technologie du béton, Sika AG, Zurich 1960.